# XHPW-FM
XHPW-FM là đài phát thanh trên tần số 94,7 FM tại Poza Rica, Veracruz, Mexico.

## Lịch sử
XEPW-AM 1200 đã nhận được sự nhượng bộ vào ngày 3 tháng 11 năm 1964. Nó được sở hữu bởi Oscar Lozano Luna và được phát sóng dưới dạng một ngày 250 watt. XEPW đã được bán cho một tập đoàn vào năm 1977, và trong những năm 1990, nó đã nâng cấp lên 1.000 watt và bắt đầu dịch vụ ban đêm ở mức 300 watt.
XEPW được phép chuyển sang FM vào tháng 11 năm 2010.